# Пневская волость
Пневская волость (лит. Piniavos valsčius) — бывшая административно-территориальная единица на севере Литвы. Центр — Пинява.

## История
Основана в XIX веке. Волость была упразднена в межвоенный период. Восстановлена 6 ноября 1947 года из части Паневежского уезда.
Волость была упразднена в 1950 году. 20 июня её территория была передана Паневежскому уезду (9 волостей).
| Год  | Площадь, км² | Население | Районы    |
| ---- | ------------ | --------- | --------- |
| 1923 | 277          | 4984      | ?         |
| 1949 | 251          | ?         | 9 районов |

## Районы
Районы в 1949 году:
- Блюдияйский район
- Карсакишкисский район
- Науикайский район
- Пакуоджиупяйский район
- Палюнишкисский район
- Пневский район
- Спиракяйский район
- Станионяйский
- Вайвадайский район

## Известные жители
- Владислав Мотека — советский литовский военачальник, полковник ВС СССР, в годы Великой Отечественной войны командир 167-го стрелкового полка 16-й Литовской стрелковой дивизии, в 1945—1949 годах командир 16-й Литовской стрелковой дивизии.
- Феликс Белинский — архитектор.
- Петрас Касперавичюс — инженер-электрик.
- Медардас Григалюнас — советский хозяйственный, государственный и политический деятель; литовский агроном.